# Plano de Agua Prieta
O Plano de Agua Prieta foi um manifesto redigido durante a Revolução Mexicana contra o então presidente Venustiano Carranza. Proclamado por Plutarco Elías Calles em 23 de abril de 1920 na cidade de Agua Prieta, no estado de Sonora, de onde Obregón era originário, nele se repudiava o governo de Carranza. Foi apoiado desde o início por outros generais de brigada da Divisão do Noroeste, como Ángel Moreno e Francisco Danario. O pretexto para o repúdio do governo de Carranza foi uma disputa entre a Federação e o governos sonorense pelo domínio sobre o rio Sonora.
O plano, além de não reconhecer o governo de Venustiano Carranza, não reconhecia qualquer um dos representantes populares eleitos nos estados de Guanajuato, San Luis Potosí, Nuevo León, Querétaro e Tamaulipas, assim como o governador constitucional do estado de Nayarit. Propunha-se não combater as autoridades, desde que estas não hostilizassem o Exército Constitucionalista Liberal, liderado por Adolfo de la Huerta, então governador de Sonora. Devido a este plano, Adolfo de la Huerta, teve a faculdade de nomear governadores interinos nos estados onde o Exército Constitucionalista Liberal os havia derrubado ou não reconhecido. Elías Calles e os sublevados que apoiaram o plando de Agua Prieta fizeram um apelo aos governos dos estados para que nomeassem representantes para um encontro, durante o qual seria nomeado o presidente interino da república. Este chefe de estado provisório, por seu aldo, deveria convocar eleições gerais assim que tomasse o poder.
Por todo o país surgiram manifestações de apoio ao movimento de Agua Prieta, e mais de três quartos do exército virou costas a Carranza, juntando-se aos sublevados. Estes avançaram rapidamente em direção ao centro do país, e Venustiano Carranza negou-se a negociar ou render, pelo que se viu obrigado a abandonar a Cidade do México; nos primeiros dias de maio de 1920 saiu desta cidade com o propósito de instalar o seu governo em Veracruz, numa imensa caravana de 60 comboios, mas não o conseguiu. A caravana viu-se atacada por todos os lados, tendo o primeiro ataque ocorrido na vila de Guadalupe nos arredores da Cidade do México; a viagem prosseguiu mas à custa de combates contínuos contra os insurrectos até que na estação de Aljibe, em Puebla, o comboio foi novamente atacado e não foi possível continuar a viagem pois a linha férrea havia sido arrancada, além de que ali mesmo Carranza inteirou-se de que o chefe da guarnição de Veracruz, que o esperava para protegê-lo no porto, o general Guadalupe Sánchez já se havia juntado aos sublevados.
Sem outra escapatória, Carranza e alguns dos seus partidários, entre eles o general Francisco Murguía, Manuel Aguirre Berlanga, Secretário do Interior; Ignacio Bonillas, o seu candidato à presidência e outros, protegidos pela pequena força do general Francisco de P. Mariel, pois o Secretário da Guerra, general Francisco L. Urquizo ordenou à reduzida escolta restante e ao Colégio Militar que ficassem para trás para cobrir a sua retirada. O plano de Carranza era tentar alcançar o norte do país, em particular o seu estado, Coahuila, onde pensava ter partidários, crendo poder contar com as forças de políticos como Rodolfo Herrero, cacique serrano, que recentemente havia aceitado a amnistia que o governo oferecera aos insurrectos. Empreenderam a retirada a cavalo pela Serra de Puebla e em 20 de maio desse ano, chegaram ao pequeno povoado de Tlaxcalantongo, Puebla. Ali pretenderam passar a noite, mas Herrero retirou-se passado pouco tempo sob um qualquer pretexto e nas primeiras horas de 21 de maio de 1920 uma pequena força obregonista atacou o povoado e as cabanas onde dormiam Carranza e os seus correlegionários. Segundo a mais confiável de duas versões, Carranza foi atingido com pelos menos duas balas e morreu desses ferimentos, ainda que outras versões revisionistas considerem que vendo-se ferido e sem fuga possível, o próprio Carranza disparou sobre si mesmo.
O triunfo da rebelião de Agua Prieta significou a ascensão da burguesia sonorense à direção do estado mexicano, a qual impulsou várias reformas para consolidar-se no poder e manter-se à frente do governo; Adolfo de la Huerta foi designado presidente provisório do México entre 1 de junho e 30 de novembro de 1920.